# Miquel Bernet Toledano
Miquel Bernet Toledano   (Barcelona, 16 de setembre de 1921 - Barcelona, agost 1960) va ser un autor de còmics que solia utilitzar el pseudònim de Jorge, creador del personatge Doña Urraca.
Quan va començar la guerra civil espanyola, Bernet contava només quinze anys; a pesar d'això, va falsificar la seua edat per allistar-se com a voluntari en l'exèrcit republicà. Després de la derrota de la República va passar per diversos camps de concentració en França, abans de tornar a Espanya, on va haver de servir en un batalló disciplinari i després en la marina per a purgar el seu passat de combatent republicà.
A principis dels anys 1940 s'inicia professionalment en la historieta, amb treballs per a diverses editorials, entre elles Bruguera. En 1944 adopta el pseudònim de Jorge, pel qual és més conegut, arran del naixement del seu fill, el futur historietista de prestigi Jordi Bernet. En aquesta època col·labora en diversos quaderns d'aventures de Bruguera, com Viajes y aventuras, Superhombres i Tom Mix. En 1947 forma part de la plantilla inicial de la revista Pulgarcito, que en aquells dies torna a publicar-se amb regularitat. Per aquest setmanari creà sèries humorístiques com Melindro Gutiérrez (1947), El vagabundo Mostacho (1947), Leovigildo Viruta (1947), Las fascinantes aventuras de Tallarín López (1948), Orlando Cucala (1948) i la cèlebre Doña Urraca (1948), un dels personatges més característics del que s'ha anomenat "escola Bruguera".
Durant els anys cinquanta va continuar treballant per a Bruguera, amb noves sèries com Sisebuto, detective astuto (1953), Margarita Gutiérrez, la dama de los cabellos (1958) o Doña Filo y sus hermanas, señoras bastante llanas (1959). Poc abans de la seua mort, es va adherir a un nou projecte, la revista Pepe Cola, que no va tenir èxit. És enterrat al Cementiri de Sant Andreu (Departament II, nínxol 1490).
Germà de l'autor de còmics Joan Bernet Toledano i pare del també historietista Jordi Bernet.

## Publicacions
Doña Urraca, Maestros del còmic, Ediciones B, Barcelona, 2010. ISBN 9788466645003.